# Aerobryopsis subdivergens
Aerobryopsis subdivergens är en bladmossart som beskrevs av Brotherus 1906. Aerobryopsis subdivergens ingår i släktet Aerobryopsis och familjen Meteoriaceae. Inga underarter finns listade i Catalogue of Life.